# Diomedova vila
Diomedova vila je starorimska vila u blizini Pompeja u Italiji. Nalazi se izvan zidina Pompeja na Via dei Sepolcri do Vrata Herculaneuma. Iskapao ju je od 1771. do 1774. godine Francesco La Vega. Ime je dobila po Marku Ariju Diomedu, čiji se grob nalazi nasuprot ulaza u vilu, iako nije jasno da je to zapravo bila njegova vila.

## Opis
Vila se nalazi odmah izvan gradskih zidina na sjevernoj strani Pompeja. Prostire se na oko 3500 četvornih metara. Vrtna strana zgrade okrenuta je prema onome što bi bila drevna obala prema istoku. Zapadna strana vile graniči s cestom koja vodi do Herkulanejskih vrata.
Vila je na dvije etaže. U prvoj razini, neposredno unutar ulaza, nalazi se peristil. Što pokazuje bogatstvo Diomeda jer je to bio običaj za bogate obitelji. Oko peristila su kupaonice, kuhinjsko krilo i različiti stambeni prostori. Također u glavnoj razini nalazi se tablinum gdje se čuvaju zapisi. Između vrta i tablinuma nalazi se terasa s koje se pruža pogled na vrtove. Stubište u jugoistočnom kutu peristila vodi u vrt koji je ostao neiskopan. Sa svake strane terase nalaze se stepenice koje vode do donje razine vile. Donji dio vile uglavnom je veliki vanjski prostor. Ovdje se nalazi veliki peristil sa sedamnaest stupova sa svake strane. Usred ovog velikog vrta je ljetni triklinij s bazenom vode ispred njega. Vila je bila ukrašena jednostavnim zidnim slikama četvrtog stila, koje su slabo očuvane. U nižoj razini vile nalazi se nekoliko ispod nivoa skladišta u kojima su tragovi amfora.

## Arheološki artefakti
U vili je pronađeno ukupno 36 tijela. Jedan kostur imao je tkaninu s novčićima u vrijednosti od 1356 sestercija (deset zlatnih medalja, 88 srebrnih medalja i devet brončanih), jedno od najbogatijih nalazišta novca u gradu. Ovaj čovjek je imao ključ i nosio je zlatni prsten. U podrumu je bilo osamnaest drugih kostura žena, slugu i djece, koji su se tamo vjerojatno ugušili prodornim plinovima. Ovdje su smještene Arria Marcella (1852.) Théophilea Gautiera i pjesma "Euforion" Ferdinanda Gregoroviusa. Maison pompéienne u Parizu inspiriran je njime.

## Vanjske poveznice
|  | Zajednički poslužitelj ima još gradiva o temi Diomedova vila |